# César Aguilera
César Aguilera Bance (...) è un ex schermidore cubano.

## Palmarès
In carriera ha conseguito i seguenti risultati:
- Giochi Panamericani:

L'Avana 1991: oro nella spada a squadre.
Mar del Plata 1995: oro nella spada a squadre.